# 89664 Піньята
89664 Піньята (89664 Pignata) — астероїд головного поясу, відкритий 19 грудня 2001 року.
Тіссеранів параметр щодо Юпітера — 3,322.